# Euphorbia ammak
Euphorbia ammak ist eine Pflanzenart aus der Gattung Wolfsmilch (Euphorbia) in der Familie der Wolfsmilchgewächse (Euphorbiaceae).

## Beschreibung
Die sukkulente Euphorbia ammak bildet Bäume bis 10 Meter Höhe mit aufrechten und gebogenen Haupttrieben aus. Die vierkantigen Triebe erreichen eine Dicke von 12 bis 15 Zentimeter.  An den flügelartigen Kanten stehen buchtige Zähne in einem Abstand von bis zu 1 Zentimeter zueinander. Die verkehrt dreieckigen Dornschildchen stehen einzeln. Es werden Dornen bis 1 Zentimeter Länge ausgebildet. An Sämlingen werden die lanzettlichen Blätter bis 40 Millimeter lang und bis 7 Millimeter breit, an jüngeren Trieben älterer Pflanzen werden die Blätter nicht so groß.
Der Blütenstand wird aus einzelnen, einfachen und annähernd sitzenden Cymen gebildet. Die Cyathien erreichen etwa 10 Millimeter im Durchmesser. Die Nektardrüsen sind elliptisch und der Fruchtknoten mit einer dreilappigen, geschlitzten Blütenhülle versehen. Die tief gelappte Frucht steht an einem dicken, 9 bis 14 Millimeter langen Stiel und wird 9 Millimeter lang und 14 Millimeter breit. Der fast runde und glatte Samen erreicht 3 Millimeter im Durchmesser.

## Verbreitung und Systematik
Euphorbia ammak ist auf der Arabischen Halbinsel verbreitet. Die Art steht auf der Roten Liste der IUCN und gilt als gefährdet (Vulnerable).
Die Erstbeschreibung der Art erfolgte 1899 durch Georg Schweinfurth.